# 카사네

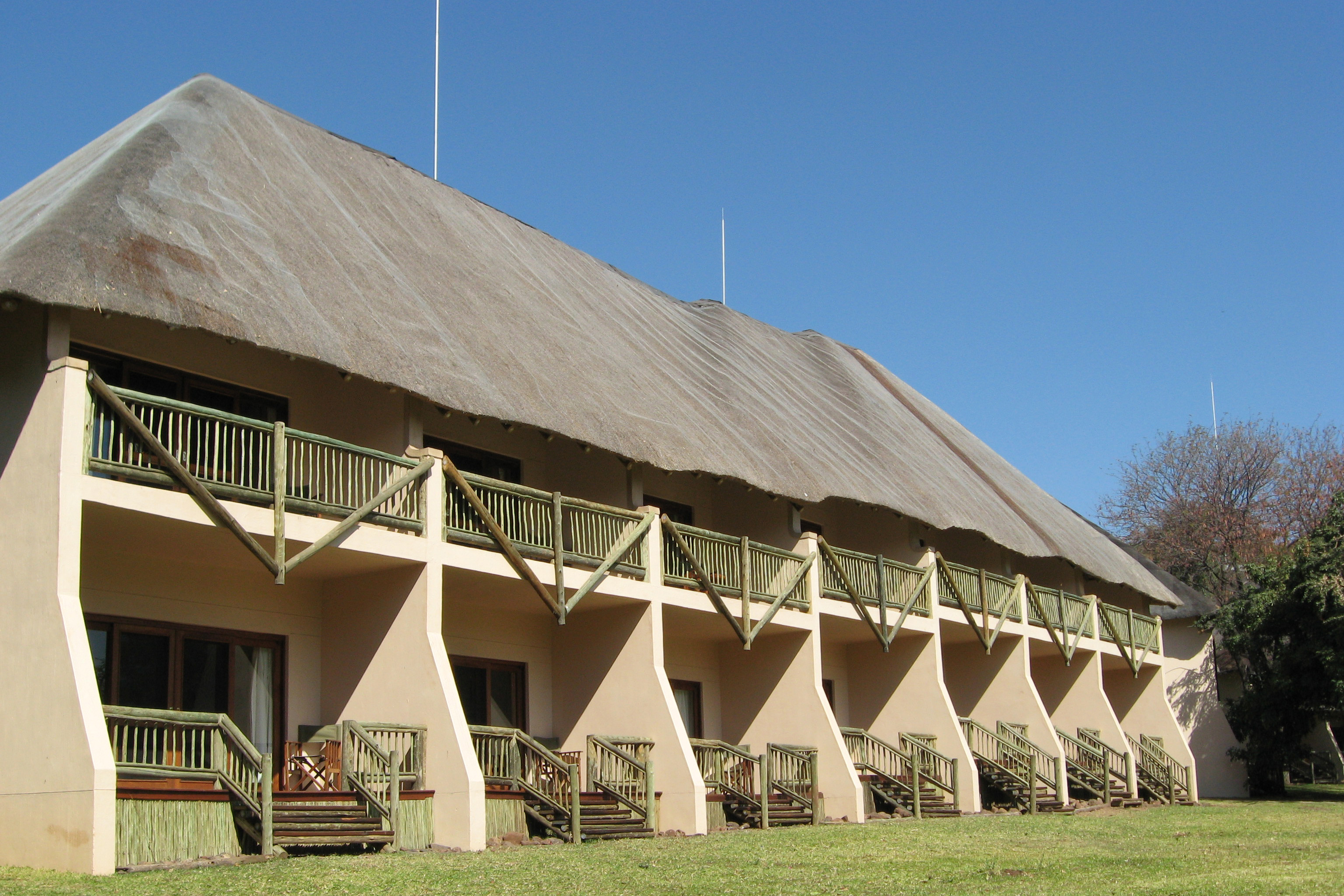
카사네 관광 리조트

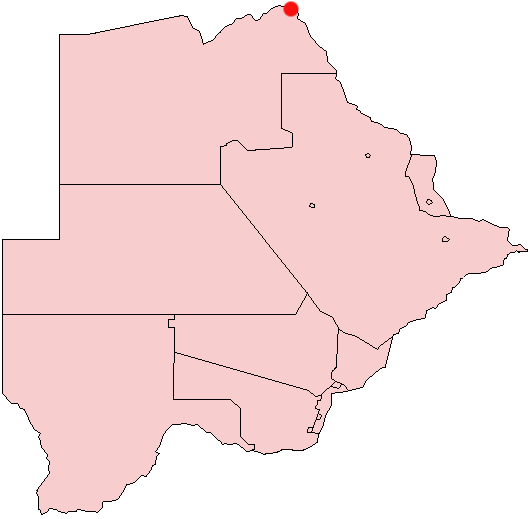
카사네의 위치

카사네(Kasane)는 보츠와나의 도시로 인구는 7,638명(2001년 기준)이다. 행정 구역상으로는 북서부구에 속한다. 보츠와나와 나미비아, 잠비아, 짐바브웨 4개국의 국경이 만나는 지점에 위치한다.